# Biotopwertverfahren
Biotopwertverfahren sind in Deutschland standardisierte Bewertungsverfahren von Biotop- oder Nutzungstypen, vor allem zur Verwendung bei der Eingriffsregelung nach Bundesnaturschutzgesetz und bei der Umweltverträglichkeitsprüfung (UVP). Der Verursacher eines Eingriffs weist mit einem solchen Verfahren der Naturschutzbehörde gegenüber nach, dass die von ihm geplanten Kompensationsmaßnahmen (Ausgleichs- und Ersatzmaßnahmen) zur Kompensation des Eingriffs ausreichend und angemessen sind. Weiterhin dienen Biotopwertverfahren dazu, im Verfahren selbst nicht realisierte oder realisierbare Kompensationsmaßnahmen zu verschieben. Sie dienen dann zur Bestimmung angemessener Maßnahmen im Rahmen eines Maßnahmenpools oder eines Ökokontos. Werden gar keine Maßnahmen durchgeführt, kann anhand der Verfahren die Höhe der Ausgleichszahlung (Ersatzgeld) festgelegt werden.

## Berechnung des Biotopwerts in Ökopunkten
„Währung“ in Biotopwertverfahren sind Wertpunkte, die als „Ökopunkte“ bezeichnet werden. Der durchführende Gutachter ermittelt zunächst die Summe der Ökopunkte im (vorher definierten und abgestimmten) Wirkraum des Eingriffs im aktuellen Zustand, d. h. vor Realisierung des Vorhabens. Die Auswirkungen des Vorhabens auf Natur und Landschaft werden prognostiziert und ebenfalls in Ökopunkte umgerechnet. Anhand der Differenz vorher–nachher ermittelt der Gutachter den Umfang der dem Verfahren gemäß erforderlichen Kompensationsmaßnahmen. Dem Zustand „vorher“ stellt der Gutachter schließlich einen prognostizierten Zustand „nachher“ gegenüber, der dem Zustand nach Realisierung des Vorhabens einschließlich der geplanten Kompensationsmaßnahmen entspricht. Ist die Summe „nachher“ mindestens so groß wie „vorher“, ist der Nachweis des gesetzlich geforderten Ausgleichs erbracht.
Zur Ermittlung der Wertpunkte dient ein einfaches und leicht nachvollziehbares Verfahren:
- Schritt 1: Der Planraum wird in ein Mosaik aus quasi-homogenen Teilflächen zerlegt, so dass jede Teilfläche einem Biotoptyp entspricht. Die Biotoptypen sind in einer Liste definiert, die wesentlicher Bestandteil des Verfahrens ist. Nur auf der Liste verzeichnete Biotoptypen dürfen verwendet werden.
- Schritt 2: Die Flächengröße (in Quadratmetern) der Teilflächen wird bestimmt (mit Hilfe eines Geoinformationssystems). Aufsummiert entsprechen sie der Größe des Planraums.
- Schritt 3: Jedem Biotoptyp werden vom Verfahren nach Liste Wertpunkte zugewiesen, die je nach angenommenem Wert des Typs unterschiedlich hoch sind. Viele Verfahren enthalten ergänzende Vorschriften, die eine individuelle Auf- oder Abwertung zulassen.
- Schritt 4: Der Wert einer jeder homogenen Teilfläche wird als „Fläche in Quadratmetern“ mal „spezifische Wertpunkte für den zugewiesenen Biotoptyp“ berechnet. (z. B.: Eine Streuobstwiese ist 5.000 Quadratmeter groß. Streuobstwiesen erhalten nach dem Verfahren 8 (von möglichen 10) Wertpunkten. Die betrachtete Streuobstwiese erhält danach 40.000 Ökopunkte). Aufsummiert ergibt sich der Wert des Planraums.
- Schritt 5: Dasselbe Verfahren wird für den Planraum nach Realisierung des Vorhabens durchgeführt. Viele Verfahren legen für neu geschaffene Biotope andere (meist geringere) Wertpunkte zugrunde als für bestehende (2 Listen).

Wird der Ausgleich nicht im Verfahren durchgeführt, kann mit demselben Verfahren leicht der Gegenwert von Flächen und Maßnahmen aus einem Ökokonto oder Flächenpool berechnet werden. Außerdem können „überschüssige“ Kompensationsmaßnahmen auf der Haben-Seite des Ökokontos gebucht werden. Zur Umrechnung in eine Ersatzgeldzahlung wird ein Ökopunkt mit einer vorher festgelegten Geldsumme pro Punkt multipliziert.
Alle Biotopwertverfahren arbeiten im Prinzip unterschiedslos nach diesem Schema. Der einzige relevante Unterschied der verschiedenen gängigen Verfahren liegt in der zugrunde liegenden Liste der Biotoptypen und ggf. in den jedem Biotoptyp zugewiesenen Wertpunkten. Es existieren sehr stark vereinfachte Verfahren mit kurzen Listen neben anderen, die sehr lange Listen mit z. T. komplex definierten Typen enthalten, manche Typen können z. B. als Pflanzengesellschaften nach dem pflanzensoziologischen System definiert sein.
Weitere Unterschiede können sich daraus ergeben, dass einzelne Verfahren Wirkzonen definieren, z. B. Bänder entlang von neu zu bauenden Straßen parallel zur Straßentrasse. Innerhalb dieser Bänder wird eine pauschale Minderung des Biotopwerts (durch Multiplikation mit einem konstanten Faktor) unterstellt. So sollen Fernwirkungen wie Verlärmung, Immissionsbelastung oder Störung des Landschaftsbilds im Verfahren berücksichtigt werden.

### Einzelverfahren
In Deutschland ist eine kaum überschaubare Vielfalt unterschiedlicher Biotopwertverfahren im Gebrauch. Der föderalen Struktur des deutschen Naturschutzrechts entsprechend existieren kaum Verfahren, die über ein Bundesland hinaus verwendet würden. Aber auch innerhalb der Länder sind vielfach keine einheitlichen Verfahren in Gebrauch. Meist bevorzugen einzelne Naturschutzbehörden ein bestimmtes Verfahren, das für sie gängig und vertraut ist, und blockieren Versuche, standardisierte Verfahren verbindlich festzuschreiben. Auch für bestimmte Vorhabentypen (z. B. Straßenbau, Bauleitplanung, Windkraftanlagen) haben sich vielfach spezifische Verfahren eingebürgert. Manche Verfahren sind ausschließlich bei einer einzelnen Unteren Naturschutzbehörde gängig. Einige sind vom jeweiligen Landesministerium landesweit vorgeschrieben oder zumindest empfohlen.
Immer werden Situationen vor und nach einem Eingriff jeweils als ein Mosaik aus verschiedenen Biotopwerten als Σ(Pt × m² Teilfl.) vor und nach dem Eingriff erfasst. Soweit nach Beurteilung des Anwenders „Schieflagen“ auftreten, können Zu- und Abschläge erfolgen. Hinzu kommen Zusatzbewertungen wie zum Beispiel für das Landschaftsbild.
Beispiele:
Verfahren „Bodenseekreis“ (Auszug, Stand 2000):
- Streuobstwiese 50 Pt/m²
- Weide 21 Pt/m²
- Acker, intensiv bewirtschaftet 13 Pt/m²
- Grünfläche (Wiese) entl. Straße 14 Pt/m²
- Grünland (Wiese) am Feldweg intensiv genutzt 21 Pt/m²

Verfahren „Arbeitshilfe Bauleitplanung“, Nordrhein-Westfalen
- Streuobstwiese (wenn mit altem Baumbestand) 9 Pt/m²
- Weide 4 Pt/m²
- Acker, intensiv bewirtschaftet 2 Pt/m²
- Grünfläche (Wiese) entl. Straße 3 Pt/m²
- Grünland (Wiese) am Feldweg intensiv genutzt 4 Pt/m²

Verfahren Ludwig (im Rheinland verbreitet)
- Streuobstwiese (mit alten Hochstämmen) 20 Pt/m²
- Weide (intensiv gedüngte Weide, mäßig trocken bis frisch) 10 Pt/m²
- Acker, intensiv bewirtschaftet 6 Pt/m²
- Grünfläche (Wiese) entl. Straße (Grasfluren an Straßen- und Wegrändern) 12 Pt/m²
- Grünland (Wiese) am Feldweg intensiv genutzt 10 Pt/m²

Bereits aus diesen wenigen Beispielen ergibt sich:
- Übertragung von Ökopunkten zwischen verschiedenen Biotopwertverfahren ist nicht statthaft.
- Die Rangstufenabfolge zwischen den Verfahren (vom wertvollsten zum wertlosesten Biotoptyp) ist im Allgemeinen vergleichbar.

aber
- Der Wert eines bestimmten Biotoptyps ist verfahrensabhängig.

Das Verhältnis z. B. Acker/Weide ist im ersten Beispiel 0,62, im zweiten Beispiel 0,5, im dritten 0,6. Je nach verwendetem Verfahren würden sich also unterschiedliche Ausgleichsverpflichtungen ergeben.
Die Differenz „vor Eingriff“ – „nach Eingriff“ wird, wenn ein Punkteverlust festgestellt und der Eingriff nicht als funktional ausgeglichen eingeordnet wird, in eine Ausgleichsabgabe mit einem Kostenindex (KI) umgerechnet, in Hessen zum Beispiel 32 Cent/Pt. (Stand 8/2005).

## Ursprüngliche Ziele
Ein wesentlicher Antrieb zur Entwicklung der Biotopwertverfahren war, Verfahren zu finden, die auch von fachlich nicht speziell vorgebildeten Verwaltungsmitarbeitern durchgeführt oder nachvollzogen werden können. Innerhalb der Verfahren lässt sich die Angemessenheit des Ausgleichs einfach und schematisch ablesen. Im Falle einer rein verbal-argumentativen Begründung muss der Prüfende die Argumente des Gutachters auch in ihren Einzelheiten nachvollziehen können.
Der Genese solcher Verfahren lag zunächst das Ziel zugrunde, einen Berechnungsschlüssel für Ersatzzahlungen zu erhalten. Es ging also nicht darum, Eingriff und Ausgleich aus der ökologisch funktionalen Analyse in eine rein numerisch abstrakte Berechenbarkeit zu überführen. Vielmehr sollte das Biotopwertverfahren erst dann greifen, so ausdrücklich in der Erstausgabe der 1992 als Richtlinie eingeführten hessischen Version ausgeführt, wenn ein Eingriff nicht funktional zu kompensieren war und sich dadurch die Notwendigkeit der Ersatzzahlung ergab. Erst später wurden Biotopwertverfahren auch in der Eingriffs-Ausgleichsanalyse etabliert.

## Kritik
Der „Wert“ von Eingriff und Ausgleich ist in allen seinen Schädigungs- und Wohlfahrtswirkungen für den Naturhaushalt im Rahmen der Landschaftsplanung, aber auch mit den aufwendigsten wissenschaftlichen Untersuchungen nach heutigem Kenntnisstand nicht zu ermitteln. Wertentscheidungen sind zudem immer normativ, können also nicht wissenschaftlich falsch oder richtig sein, sondern nur angemessen bzw. nicht angemessen. Trotzdem wurden vor allem seit den 1990er Jahren unter dem Druck, den Umfang der Ausgleichsmaßnahmen in ein gerechtes Verhältnis zu den Eingriffswirkungen zu setzen, etliche Bilanzierungsverfahren vorgestellt. Normative, generalisierende Verfahren mit dem Ziel einer „Berechenbarkeit“ der Auswirkungen führen aber nach Ansicht der Kritiker mangels gesicherter Grundlagen zu Scheingenauigkeit, mit der quasiwissenschaftlich bis zum „Beweis“ einer ausgeglichenen Bilanz mit einer bemerkenswerten Zahlenakrobatik weitergerechnet wird. Dem sei u. a. entgegenzuhalten, dass es sich bei der gesamten Eingriffsregelung eben nicht um eine naturwissenschaftlich begründbare Bewertung, sondern vielmehr um eine gesellschaftspolitische Setzung handle. Im Rahmen dieser Setzung seien weitere Konventionen zulässig, solange sie sich im gesetzten Rahmen bewegten.
Problematisch an allen Verfahren ist, dass sie auf der Definition von Rangstufen beruhen, mit denen anschließend der Wert berechnet wird. Damit werden hier unbegründeterweise Ordinalzahlen als Kardinalzahlen behandelt. (Beinahe alle Fachleute können sich darauf einigen, dass ein Moor naturschutzfachlich wertvoller ist als eine Fettwiese, diese wiederum wertvoller als ein unbefestigter Parkplatz. Aber: Ist das Moor doppelt so viel wert, oder zehnfach, oder hundertfach?). Dieses Problem ist in der Fachdiskussion bekannt. Die Verfahren werden aber weiter verwendet, weil sie eingebürgert sind und man sich auf etwas anderes nicht einigen kann.
Bereits in den 1980er Jahren, ist in ökologischen Fachveröffentlichungen die Illegitimität der Vorgehensweise  behauptet worden. Die Gültigkeit eines solchen Verfahrens kann also nur politisch vorbereitet und legislativ eingesetzt werden (z. B. „hessisches Biotopwertverfahren“). Wer sich aber der inneren Logik eines solchen Systems unterwirft, das Biotopen, Strukturausprägungen und Arten Zahlenwerte zuordnet, ist auch gezwungen, immer feineren Verästelungen seiner Wertzuweisungen zu folgen, denn die Natur hat in der Evolutionsspanne ihrerseits eine hochdifferenzierte ökologische Vielfalt hervorgebracht. Dieses tut der Anwender zudem in dem Bewusstsein, dass die „groben“ Ursprungswerte mangels Erkenntnis des Wirkungsgefüges im Naturhaushalt gar nicht im rechten Verhältnis zueinander stehen können. Zumindest zeigt die Verwaltungspraxis seit Bestehen von Biotopwertverfahren, dass funktional ausgeglichene Eingriffe dennoch zu negativen Biotopwertbilanzen führen können. Für das Ergebnis hat sich der (beschönigende) Term „planerischer Ausgleich“ eingebürgert.

## Juristische Einschätzung
Am 23. April 1997 hat das Bundesverwaltungsgericht (BVerwG 4 NB 13.97) festgestellt (Leitsatz), dass die Gemeinde bei der Aufstellung von Bauleitplänen, die Eingriffe in Natur und Landschaft erwarten lassen, nicht an standardisierte Bewertungsverfahren gebunden ist. Dies steht aber einer konsultativen Anwendbarkeit der Verfahren im Umkehrschluss nicht entgegen, soweit dabei dem Gebot der gerechten Abwägung (vgl. v. a. §1 Abs. 7 BauGB) nachvollziehbar entsprochen wird.
Die Festlegungen zum Ausgleichsumfang gehen bei der Bauleitplanung in die Begründung zum Bebauungsplan ein und sind damit einer Normenkontrollklage zugänglich. Normierte Bilanzen können trotz ihrer angeblichen Scheingenauigkeit der rechtlichen Überprüfung im Einzelfall durchaus standhalten. Auch die Länderarbeitsgemeinschaft Naturschutz schließt nicht aus, dass Biotopwertverfahren zu validen Ergebnissen führen. Unter naturschutzfachlichen Gesichtspunkten kann eine verbal-argumentative Eingriffs-/Ausgleichsbilanzierung den lokalen Gegebenheiten und dem Abwägungsgebot in der Regel eher gerecht werden.
Zwischenzeitlich ist das hessische Biotopwertverfahren durch verschiedene Gerichtsentscheidungen in seiner Validität bestätigt worden. In Hessen ist das Biotopwertverfahren nunmehr in Form der Kompensationsverordnung vom 1. September 2005 (GVBl. I S. 624, zuletzt geändert durch Artikel 4 der Verordnung vom 22. September 2015 - GVBl. S. 339) anzuwenden, die die bisherige Ausgleichsabgabenverordnung ablöst.
Untersuchungen zeigen aber deutlich, dass selbst Fachbehörden die Eingriffsregelung häufig nicht verstanden oder nicht vollzogen haben. Eine Überprüfung von Teilaspekten der Eingriffsregelung auf ihren Vollzug hin ergab als Ergebnis: „10 Jahre nach Einführung der Eingriffsregelung in Niedersachsen gibt es einen erschreckenden Mangel in der gesetzeskonformen Handhabung der Eingriffsregelung sowohl bei den Eingriffsverursachern (und ihren Planungsbüros) und Entscheidungsbehörden, als auch innerhalb der Naturschutzverwaltung.“